# 1478年
| 千纪： | 2千纪 |
| 世纪： | 14世纪 \| 15世纪 \| 16世纪                                                                                 |
| 年代： | 1440年代 \| 1450年代 \| 1460年代 \| 1470年代 \| 1480年代 \| 1490年代 \| 1500年代                           |
| 年份： | 1473年 \| 1474年 \| 1475年 \| 1476年 \| 1477年 \| 1478年 \| 1479年 \| 1480年 \| 1481年 \| 1482年 \| 1483年 |
| 纪年： | 戊戌年（狗年）；明成化十四年；越南洪德九年；日本文明十年                                                   |

## 大事记
- 1月14日——诺夫哥罗德向伊凡三世投降，并入莫斯科公国，伊凡三世驅逐了全部漢薩商人。
- 6月24日——卡斯蒂利亚王国，在加那利群島的大加那利島上建立拉斯帕爾馬斯。
- 11月1日——卡斯蒂利亚女王伊莎贝拉一世建立宗教审判所。
- 熱那亞共和國脫離米蘭公國斯福爾紮家族的控制。
- 明朝四川巡抚都御史张瓒镇压松潘苗民起义。
- 克里米亞汗國成為鄂圖曼帝國的附屬國。
- 瓦剌領袖阿失帖木兒在和林病故，子克舍嗣位。
- 鞑靼君主滿都魯在討伐博勒呼濟農巴彥蒙克的一次戰爭中去世，沒有子嗣，他的第二位妻子滿都海夫人擁立巴圖孟克為大汗，就是達延汗。

## 出生
- 朱祐棆，明朝岐惠王，明宪宗朱见深第五子。
- 巴巴羅薩·海雷丁帕夏，著名的海盜，更是阿爾及爾的蘇丹。

## 逝世
- 阿失帖木儿，蒙古瓦剌部領袖，也先的次子。
- 鄭麟趾，朝鮮王朝初期的文臣，《高麗史》的其中一位編者。
- 滿都魯，鞑靼君主，第31代蒙古大汗。